# Floyd判圈算法
Floyd判圈算法(Floyd Cycle Detection Algorithm)，又称龟兔赛跑算法(Tortoise and Hare Algorithm)，是一个可以在有限状态机、迭代函数或者链表上判断是否存在环，求出该环的起点与长度的算法。该算法据高德纳称由美国科学家罗伯特·弗洛伊德发明，但这一算法并没有出现在罗伯特·弗洛伊德公开发表的著作中（页面存档备份，存于）。
如果有限状态机、迭代函数或者链表上存在环，那么在某个环上以不同速度前进的2个指针必定会在某个时刻相遇。同时显然地，如果从同一个起点(即使这个起点不在某个环上)同时开始以不同速度前进的2个指针最终相遇，那么可以判定存在一个环，且可以求出2者相遇处所在的环的起点与长度。

## 算法

### 算法描述
如果有限状态机、迭代函数或者链表存在环，那么一定存在一个起点可以到达某个环的某处(这个起点也可以在某个环上)。
初始状态下，假设已知某个起点节点为节点S。现设两个指针t和h，将它们均指向S。
接着，同时让t和h往前推进，但是二者的速度不同：t每前进1步，h前进2步。只要二者都可以前进而且没有相遇，就如此保持二者的推进。当h无法前进，即到达某个没有后继的节点时，就可以确定从S出发不会遇到环。反之当t与h再次相遇时，就可以确定从S出发一定会进入某个环，设其为环C。
如果确定了存在某个环，就可以求此环的起点与长度。
上述算法刚判断出存在环C时，显然t和h位于同一节点，设其为节点M。显然，仅需令h不动，而t不断推进，最终又会返回节点M，统计这一次t推进的步数，显然这就是环C的长度。
为了求出环C的起点，只要令h仍均位于节点M，而令t返回起点节点S，此时h与t之间距为环C长度的整数倍。随后，同时让t和h往前推进，且保持二者的速度相同：t每前进1步，h前进1步。持续该过程直至t与h再一次相遇，设此次相遇时位于同一节点P，则节点P即为从节点S出发所到达的环C的第一个节点，即环C的一个起点。

### 伪代码
```
 1  
t
 := 
&
S

 2  
h
 := 
&
S
                                        //令指針
t
和
h
均指向起點節點
S
。
 3  
repeat

 4  	
t
 := 
t
->next
 5  	
h
 := 
h
->next
 6  	
if
 
h
 is not NULL                                //要注意這一判斷一般不能省略
 7  		
h
 := 
h
->next
 8  
until
 
t
 = 
h
 
or
 
h
 = NULL
 9  
if
 
h
 != NULL                                       //如果存在環的話
 10 	
n
 := 0
 11 	
repeat
                                              //求環的度
 12 		
t
 := 
t
->next
 13 		
n
 := 
n
+1
 14 	
until
 
t
 = 
h

 15 	
t
 := 
&
S
                                     //求環的一個起點
 16 	
while
 
t
 != 
h

 17		
t
 := 
t
->next
 18  		
h
 := 
h
->next
 19	
P
 := 
*
t
```

### 算法复杂度

#### 时间复杂度
注意到当指针t到达环C的一个起点节点P时(此时指针h显然在环C上)，之后指针t最多仅可能走1圈。若设节点S到P距离为{\displaystyle m}，环C的长度为{\displaystyle n}，则时间复杂度为{\displaystyle O(m+n)}，是线性时间的算法。

#### 空间复杂度
仅需要创立指针t、指针h，保存环长n、环的一个起点P。空间复杂度为{\displaystyle O(1)}，是常数空间的算法。

## 应用
对于有限状态机与链表，可以判断从某个起点开始是否会返回到访问过运行过程中的某个状态和节点。
对于迭代函数，可以判断其是否存在周期，以及求出其最小正周期。

## 相关算法
虽然Floyd判圈算法已经达到了线性时间复杂度和常数空间复杂度，但是Brent判圈算法将减小时间复杂度的常数系数，平均消耗时间比Floyd判圈算法少36%。